# 557.ª Divisão de Infantaria (Alemanha)
A 557ª Divisão de Infantaria (em alemão:557. Infanterie-Division) foi uma unidade militar que serviu no Exército alemão durante a Segunda Guerra Mundial.

## Comandantes
| Comandante                      | Data                                          |
| ------------------------------- | --------------------------------------------- |
| Generalleutnant Hermann Kuprion | 7 de fevereiro de 1940 - 24 de agosto de 1940 |

## Oficiais de operações
| Oberst Philipp Rauch | fevereiro de 1940 — 13 de agosto de 1940 |

## Área de operações
| Frente Ocidental | fevereiro de 1940 — de junho de 1940 |
| França           | junho de 1940 — de julho de 1940     |
| Alemanha         | julho de 1940 — de agosto de 1940    |